# José Luis García Cobos
José Luis García Cobos (* 18. Januar 1924 in Veracruz, Veracruz Mexiko; † 14. Oktober 2015), auch bekannt unter dem Spitznamen Chito, war ein mexikanischer Fußball- und Baseballspieler, der sowohl für den Fußballverein  Tiburones Rojos Veracruz als auch den Baseballverein Rojos del Águila de Veracruz spielte. 

## Leben
Als García 1945 ein Fußballspiel mit der Auswahlmannschaft der von ihm besuchten Escuela Náutica Mercante gegen die Profimannschaft der Tiburones Rojos Veracruz bestritt, wurden die Verantwortlichen des Gegners auf „Chito“ aufmerksam und verpflichteten ihn. 
In den folgenden Jahren gewann García mit den Tiburones Rojos die Meisterschaft der Saison 1945/46 und zwei Jahre später den Pokalwettbewerb. 
Er spielte Baseball in der mexikanischen Liga von 1953 bis 1555; von 1957 bis 1984 arbeitete er als Manager in der mexikanischen Baseball-Liga.